# From Paris with Love
From Paris with Love (en español Desde París con amor o París en la mira y en otros países París en llamas) es una película de acción protagonizada por John Travolta y Jonathan Rhys-Meyers y dirigida por Pierre Morel. El guion fue coescrito por Luc Besson. El estreno de la película en los Estados Unidos fue el 5 de febrero de 2010.

## Argumento
El ayudante personal del Embajador de los Estados Unidos en Francia, James Reese (Jonathan Rhys Meyers), tiene una vida envidiable en París con su preciosa novia francesa, Caroline (Kasia Smutniak), la cual le pide matrimonio para su sorpresa, pero su verdadera pasión es su doble vida como operativo de bajo nivel de la CIA. Todo lo que James desea es convertirse en un agente de campo y ver acción real.
Así pues cuando se le ofrece su primera misión oficial, no puede creer su buena suerte hasta conocer a su compañero, el agente Charlie Wax (John Travolta). La primera prueba de Reese es liberar a Wax del servicio de aduanas del aeropuerto, donde ha sido detenido por no querer dejar unas latas de su bebida energética favorita. A pesar de la aparente trivialidad de la bebida energética, que Watts podría comprar en París sin mayores inconvenientes, Watts insulta verbalmente a los agentes de aduanas franceses hasta que Reese etiqueta el equipaje como correo diplomático, convirtiéndolo en un objeto con inmunidad diplomática en las aduanas y la zona de cuarentena.
Una vez en su coche, Wax se disculpa por su comportamiento y abre las latas de bebida que contenían las piezas de su pistola personal (llamada «Sra. Jones») para montarla. Reese descubre que Watts es un agente irónico y sin principios, con un comportamiento bastante extremo en ocasiones.
Wax pone a James al límite, en situaciones que ponen su vida en peligro, de modo que desearía volver a su tranquilo trabajo de oficinista. Durante una visita a un restaurante chino donde se oculta el mando de una red de distribución de cocaína, James descubre que el verdadero objetivo de la redada antidrogas es seguir el rastro de una célula de terroristas pakistaníes.
Pero cuando James descubre que él es uno de los objetivos de la red que están intentando destruir, se da cuenta de que no hay marcha atrás y que Wax es su única esperanza para sobrevivir durante las próximas cuarenta y ocho horas. A modo de agradecimiento, Reese invita a Watts a cenar en su casa con su novia y su amiga (que es pakistaní). Entre chistes y alegría, la pakistaní recibe una llamada equivocada sobre alguien llamada Rose. Wax, ante la sorpresa de todos, afirma que es la llamada que esperaban y sin pestañear le dispara a la pakistaní en la cabeza.
Reese asustado, pide explicaciones a Wax, que sin pausa le explica lo siguiente: Caroline no es francesa, es una pakistaní perteneciente a la misma célula terrorista que buscan, su apartamento está acondicionado para vigilarlo y su anillo de compromiso es falso, es un rastreador satelital.
Frente a las pruebas, Caroline saca una pistola escondida debajo de su coqueta, dispara a Reese en el hombro y escapa a pesar de que Watts intenta seguirla.
Finalmente, James descubre que el objetivo final de los terroristas es una cumbre y que su exnovia Caroline pretende suicidarse con bomba en medio de la cumbre, mientras el último terrorista superviviente intenta atacar la comitiva estadounidense con un coche-bomba. Wax ataca al terrorista con un lanzacohetes AT4 antes de que pueda cometer daños y James se enfrenta con Caroline en la cumbre. Intenta convencerla para que abandone sus intenciones y parece que al principio lo logra, pero cuando Caroline está a punto de activar la bomba, James no tiene otra alternativa que dispararle a matar.  
Wax desactiva la bomba y la amenaza ha terminado. Más tarde, James, que es ahora un agente oficial, acompaña a Wax como escolta hasta su avión y éste le ofrece el puesto de socio a tiempo completo. Echan una partida de ajedrez y James desvela que lleva un Desert Eagle, dando a entender que ahora se parece más a Wax que al principio.

## Recepción
La película ha recibido críticas variadas en diferentes medios. Obtuvo una valoración del 35% en Rotten Tomatoes.

James Berardinelli de Reelviews dio a la película un valoración de tres estrellas sobre cuatro, afirmando: «Todo es rápido y violento, los buenos raramente fallan, y los malos raramente aciertan»; «El romance entre Rhys-Meyers y Kasia Smutniak es realista. Después de un par de escenas, los acepté como enamorados». La película fue bastante bien acogida entre los lectores de boxofficemojo con una clasificación A otorgada por el 35,3% de los votantes y una clasificación B otorgada por el 32,8% de los mismos.

### Recaudación
La película se estrenó en los Estados Unidos el 5 de febrero de 2010 con una recaudación de 8.158.860 $ el primer fin de semana, situándose en el n.º 3 de éxitos en 2.722 cines. Se proyectó en los Estados Unidos de América desde el 5 de febrero hasta el 11 de marzo, un total de 5 semanas. La recaudación en el mercado estadounidense fue de 24.077.427 $.
El 22 de abril, la recaudación internacional alcanzó los 18.400.627 $, sumando un total de 42.478.054 $.

## Personajes y elenco
| Actor Original       | Personaje          |
| -------------------- | ------------------ |
| John Travolta        | Charlie Wax        |
| Jonathan Rhys Meyers | James Reese        |
| Kasia Smutniak       | Caroline           |
| David Gasman         | Turista alemán/Voz |